# Earle F. Zeigler
Earle Frederick Zeigler (* 20. August 1919 in New York City; † 29. September 2018 in Richmond, British Columbia), US-amerikanischer und kanadischer Staatsbürger, war einer der Begründer der modernen amerikanischen Sportwissenschaft. Er war über 75 Jahre in Sport und Sportwissenschaft aktiv und erfolgreich im Schwimmen, Ringen, American Football und Tischtennis.

## Leben
Nach der High School bekam er bereits mit 21 den Bachelorabschluss mit Deutsch als Hauptfach vom angesehenen Bates College in Lewiston, Maine. 1941–43 arbeitete er als Schwimmtrainer und Wassersportdirektor des YMCA in Bridgeport, Connecticut. Von 1943 an arbeitete er bis 1949 für die Yale-Universität, wo er auch seinen MA in Deutsch und schließlich einen PhD in Pädagogik bekam. Hier unterrichtete er die Theorie der Leibeserziehung und trainierte Football und Ringen. Parallel hierzu unterrichtete er Deutsch an der University of Connecticut sowie ab 1949 an der University of Western Ontario in London (Ontario). Hier wurde er 1950 der Direktor des Instituts für Leibesübungen und trainierte außerdem die Mannschaften in Football, Ringen und Schwimmen. Von hier wechselte er als Direktor des Instituts für Leibesübungen der University of Michigan (1956–1963), der University of Illinois, Champaign, IL (1963–1971) sowie als Gründungsdekan der Sportfakultät der University of Western Ontario (1971–1989).
Seit seinem Ruhestand hat er weiter auf den verschiedenen Feldern der Sportwissenschaft als ein Generalist publiziert (Sportgeschichte, Sportphilosophie, Sportmanagement, Sportpädagogik, vergleichende Leibesübungen). Der WorldCat hat 269 Bücher von ihm, er hat zudem annähernd 500 wissenschaftliche Aufsätze publiziert. In den letzten Jahren war er vor allem auch ein Warner vor der Beliebigkeit in der Sportpädagogik, die sich in ihre Bestandteile auflöst und nicht in der Lage ist, sich mit den Fragen der Gegenwart geschlossen auseinanderzusetzen. In seinem Ruhestand lebte er in British Columbia. Zeigler hat als einer von wenigen amerikanischen Sportwissenschaftlern auch deutschsprachige Literatur rezipiert und durch seine guten Deutschkenntnisse für die amerikanische Öffentlichkeit zugänglich gemacht.

## Auszeichnungen und Ämter
- 1955–1956 Vice-Präsident, Canadian Association for Health, Physical Education, and Recreation
- 1966 Wahl als Fellow der National Academy of Kinesiology
- 1974–1975 Präsident,  Philosophic Society for the Study of Sport (heute International Association for Sport Philosophy)
- 1975 Dr. h. c. University of Windsor, Canada
- 1977 Alliance Scholar-of-the-Year (AAHPERD)
- 1981–1982 Präsident Fellow der National Academy of Kinesiology
- 1983–1985 Vice-Präsident für Communications, Canadian Association for Health, Physical Education, Recreation and Dance
- 1988 Beginn der jährlichen  Earle Zeigler Lecture North American Society for Sport Management
- 1986 Honorary Past President, American Society for Sport Management
- 1988 Distinguished Service Award, International Society for Comparative Physical Education and Sport
- 1989 North Hetherington Award Recipients der NAK
- 1990 Gulick-Medaille der AAHPERD
- 1991 Beginn der jährlichen internationalen Earle Zeigler – Honorary Lecture an der Western Ontario University
- 1997 Dr. h. c. University of Lethbridge
- 2006 Dr. h. c. University of Western Ontario, London, Ont.